# Michael von Kienmayer
Michael svobodný pán von Kienmayer (1755 – 1828) byl rakouský podmaršálek, vojevůdce za válek proti revoluční a napoleonské Francii.
Do rakouské armády vstoupil roku 1774 jako kadet u pěšího pluku č. 28. Brzy však přestoupil ke kavalerii, kdy u 10. husarského pluku bojoval ve válce o bavorské dědictví. Za rakousko-turecké války byl roku 1788 povýšen na plukovníka. Za francouzských revolučních válek získal hodnost generálmajora a roku 1802 byl jmenován majitelem 8. husarského pluku. Stal se velitelel jednoho z rakouských sborů, ale po znovuvypuknutí války v roce 1805 stál v čele rakouského generálního štábu a spolupodílel se tak na vypracování plánů bitvy u Slavkova, které se sám účastnil jako velitel předvoje I. kolony ruského generála Dochturova. V další koaliční válce z roku 1809 velel II. záložnímu sboru. Roku 1813 se stal zemským velitelem v Haliči, mezi léty 1814 až 1820 v Sedmihradsku a následně od roku 1820 na Moravě.